# Аврам II Јерусалимски
Патријарх Аврам (грч. Πατριαρχης Αβραμιος; 1. новембар 1787, Цариград) - епископ Јерусалимске православне цркве, патријарх јерусалимски и целе Палестине.

## Биографија
У јуну 1775. године изабран је за јерусалимског патријарха.
Прве године његове владавине наступиле су током периода немира и побуне на Блиском истоку, од којих је страдало хришћанско становништво. Међутим, до краја 1770-их, политичка ситуација у Палестини се стабилизовала; односи између хришћанских конфесија нису били нарушени сукобима.
Патријарх Аврам је ретко напуштао Цариград, путујући само у дунавске кнежевине ради новчане помоћи.
Његов викар у Палестини био је митрополит назаретски Неофит, под чијим руководством је изграђено ново двориште за ходочаснике у Јафи, ојачан зид Витлејемског храма, обновљен већи број цркава и манастира, двориште Јерусалимске цркве у Смирни, који је до темеља спаљен, саграђена, отворено ново двориште у Букурешту, прибављено за Братство велики број земљишних парцела.
Пре смрти, за свог наследника је поставио митрополита Прокопија из Цезареје.
Преминуо је 1. новембра 1787. године.